# 1622
| [ Edytuj tabelę ]              | |
| Król Polski                    | - 1587 Zygmunt III Waza 1632 |
| Współksiążęta Andory           | - 1610 Bernat de Salba i Salba 1622 - 1622 Luís Díes de Aux de Armendáriz 1627 - 1610 Ludwik XIII 1643                                       |
| Król Anglii i Szkocji          | - 1603 Jakub I 1625 |
| Elektor Brandenburgii          | - 1619 Jerzy Wilhelm 1640 |
| Książę Bawarii                 | - 1597 Maksymilian I Bawarski 1623 |
| Sułtan Brunei                  | - 1619 Abdul Jailul Akhbar 1649 |
| Cesarz Chin                    | - 1620 Tianqi 1627 |
| Król Czech                     | - 1620 Ferdynand II Habsburg 1637 |
| Król Danii                     | - 1588 Chrystian IV 1648 |
| Dalajlama                      | - 1617 Lobsang Gjaco 1682 |
| Cesarz Etiopii                 | - 1606 Susnyjos I 1632 |
| Król Francji                   | - 1610 Ludwik XIII 1643 |
| Król Gruzji                    | - 1614 Tejmuraz I 1632 |
| Król Hiszpanii                 | - 1621 Filip IV 1665 |
| Landgraf Hesji-Kassel          | - 1592 Maurycy Uczony 1627 |
| Stadhouder Holandii            | - 1584 Maurycy Orański 1625 |
| Szach Iranu                    | - 1587 Abbas I Wielki 1629 |
| Państwo Wielkich Mogołów       | - 1605 Dżahangir 1627 |
| Król Irlandii                  | - 1603 Jakub I Stuart 1625 |
| Cesarz Japonii                 | - 1611 Go-Mizunoo 1629 |
| Kalif                          | - 1618 Osman II 1622 - 1622 Mustafa I 1623                                                                                                   |
| Patriarcha Konstantynopola     | - 1620 Cyryl Lukaris 1623 |
| Władca Korei                   | - 1608 Kwanghaegun 1623 |
| Książę Kurlandii i Semigalii   | - 1587 Fryderyk Kettler 1642 |
| Książę Liechtensteinu          | - 1608 Karol I 1627 |
| Książę Monako                  | - 1612 Honoriusz II 1662 |
| Król Nawarry                   | - 1610 Ludwik XIII 1643 |
| Król Norwegii                  | - 1588 Chrystian IV 1648 |
| Sułtan Omanu                   | - 1560 Abd Allah ibn Muhammad 1624 |
| Elektor Palatynatu             | - 1610 Fryderyk V 1623 |
| Papież                         | - 1621 Grzegorz XV 1623 |
| Książę Parmy i Piacenzy        | - 1592 Ranuccio I 1622 - 1622 Edward I 1646                                                                                                  |
| Król Portugalii                | - 1621 Filip III 1640 |
| Książę w Prusach               | - 1620 Jerzy Wilhelm 1640 |
| Car Rosji                      | - 1613 Michał I 1645 |
| Cesarz Rzymski (niemiecki)     | - 1619 Ferdynand II Habsburg 1637 |
| Kapitanowie Regenci San Marino | - 1621 Gio. Andrea Belluzzi Fabrizio Belluzzi 1622 - 1622 Girolamo Gozi Pier Marino Ricci 1622 - 1622 Annibale Belluzzi Marino Belluzzi 1623 |
| Elektor Saksonii               | - 1611 Jan Jerzy I Wettyn 1656 |
| Król Szkocji                   | - 1567 Jakub VI 1625 |
| Król Szwecji                   | - 1611 Gustaw II Adolf 1632 |
| Król Tajlandii                 | - 1611 Songtham 1628 |
| Sułtan Turków                  | - 1618 Osman II 1622 - 1622 Mustafa I 1623                                                                                                   |
| Doża Wenecji                   | - 1618 Antonio Priuli 1623 |
| Król Węgier                    | - 1619 Ferdynand III 1637 |
| Książęta Wirtembergii          | - 1608 Jan Fryderyk 1628 |

Rok 1622 / MDCXXII
stulecia: XVI wiek ~
XVII wiek ~
XVIII wiek

lata: 1612 «
1617 «
1618 «
1619 «
1620 «
1621 «
1622
» 1623
» 1624
» 1625
» 1626
» 1627
» 1632

## Wydarzenia w Polsce
- Wojska litewskie odbiły Mitawę z rąk szwedzkich.
- Zawarto rozejm w Mitawie, na mocy którego Polska utraciła Inflanty wraz z Rygą.
- Aleksander Ludwik Radziwiłł zbudował w Białej Podlaskiej zamek i otoczył fortyfikacjami.

## Wydarzenia na świecie
- 8 lutego – król Jakub I rozwiązał Parlament angielski.
- 12 marca – Ignacy Loyola, Franciszek Ksawery, Teresa z Ávili, Izydor Oracz i Filip Neri zostali kanonizowani przez papieża Grzegorza XV.
- 22 marca – 347 angielskich osadników zostało zamordowanych przez Indian w Jamestown (Wirginia).
- 27 kwietnia – wojna trzydziestoletnia: wojska protestanckie pod dowództwem Ernsta von Mansfelda pokonały Ligę Katolicką w I bitwie pod Wiesloch.
- 6 maja – wojna trzydziestoletnia: w bitwie pod Wimpfen wojska austriackie i Ligi Katolickiej pobiły wojska protestanckie.
- 20 czerwca – wojna trzydziestoletnia: klęska wojsk protestanckich w bitwie pod Hoechst z armią niemieckiej Ligi Katolickiej.
- 22-24 czerwca – holendersko-portugalska wojna kolonialna: zwycięstwo Portugalczyków w bitwie pod Makau.
- 27 czerwca – krótko przed przybyciem polskiego poselstwa mającego negocjować warunki pokoju, na zamku Yedikule w Stambule został uduszony książę Samuel Korecki, wzięty do tureckiej niewoli w czasie bitwy pod Cecorą w 1620 roku.
- 29 sierpnia – wojna trzydziestoletnia: zwycięstwo armii hiszpańsko-bawarskiej nad wojskami protestanckimi w bitwie pod Fleurus.
- 29 listopada – walki o niezależność Libanu: miała miejsce bitwa pod Andżar.
- Galeon Nuestra Senora de Atocha zatonął podczas huraganu koło Florida Keys z olbrzymim ładunkiem złota i srebra na pokładzie.

## Urodzili się
- 15 stycznia – Molier (fr. Molière), właściwie Jean Baptiste Poquelin, najwybitniejszy komediopisarz francuski (zm. 1673)
- 8 listopada – Karol X Gustaw, król Szwecji (zm. 1660)

- data dzienna nieznana: 
  - Carel Fabritius, malarz holenderski (zm. 1654)

## Zmarli
- 9 stycznia – Alicja Le Clerc, francuska zakonnica, błogosławiona (ur. 1576)
- 23 stycznia – William Baffin, angielski żeglarz i odkrywca (ur. 1584)
- 20 marca – Piotr Konaszewicz-Sahajdaczny, hetman kozacki (ur. 1570)
- 22 kwietnia – Kasper Miaskowski, polski poeta (ur. 1549)
- 24 kwietnia – Fidelis z Sigmaringen, kapucyn, męczennik, święty katolicki (ur. 1578)
- 20 maja – Osman II, sułtan imperium osmańskiego (ur. 1604)
- 19 sierpnia:
- w Nagasaki (Japonia) ofiary prześladowań antykatolickich:
  - Ludwik Flores, dominikanin, misjonarz, męczennik, błogosławiony katolicki (ur. ok. 1563)
  - Joachim Hirayama, japoński męczennik, błogosławiony katolicki (ur. ?)
- 10 września – na wzgórzu Nishizaka w Nagasaki (Japonia) ofiary prześladowań antykatolickich:
  - Łucja de Freitas, japońska tercjarka franciszkańska, męczennica, błogosławiona katolicka (ur. ok. 1542)
  - Alfons de Mena, hiszpański dominikanin, misjonarz, męczennik, błogosławiony katolicki (ur. 1568)
  - Antoni Hamanomachi, męczennik, błogosławiony katolicki (ur. ?)
  - Rufus Ishimoto, japoński męczennik, błogosławiony katolicki (ur. ?)
  - Bartłomiej Kawano Shichiemon, japoński męczennik, błogosławiony katolicki (ur. ?)
  - Franciszek Morales Sedeño, hiszpański dominikanin, misjonarz, męczennik, błogosławiony katolicki (ur. 1567)
  - Maria Murayama, japońska męczennica, błogosławiona katolicka (ur. 1589)
  - Paweł Nagaishi, japoński męczennik, błogosławiony katolicki (ur. ?)
  - Tekla Nagaishi, japońska męczennica, błogosławiona katolicka (ur. ?)
  - Dominik Nakano, japoński męczennik, błogosławiony katolicki (ur. 1603)
  - Dominik od Różańca, japoński dominikanin, męczennik, błogosławiony katolicki (ur. ok. 1601)
  - Tomasz od Różańca, japoński dominikanin, męczennik, błogosławiony katolicki (ur. ok. 1602)
  - Jacek Orfanell Prades, hiszpański dominikanin, misjonarz, męczennik, błogosławiony katolicki (ur. 1578)
  - Anioł od św. Wincentego Ferreriusza Orsucci, włoski dominikanin, misjonarz, męczennik, błogosławiony katolicki (ur. 1575)
  - Aleksy Sanbashi Saburō, japoński tercjarz dominikański, męczennik, błogosławiony katolicki (ur. ok. 1601)
  - Antoni Sanga, japoński męczennik, błogosławiony katolicki (ur. ?)
  - Tomasz Shichirō, japoński męczennik, błogosławiony katolicki (ur. 1552)
  - Karol Spinola, włoski jezuita, misjonarz, męczennik, błogosławiony katolicki (ur. 1564)
  - Agnieszka Takeya, japońska męczennica, błogosławiona katolicka (ur. 1580)
  - Maria Tanaka, japońska tercjarka dominikańska, męczennicak, błogosławiona katolicka (ur. ?)
  - Paweł Tanaka, japoński tercjarz dominikański, męczennik, błogosławiony katolicki (ur. ?)
  - Maria Tanaura, japońska męczennica, błogosławiona katolicka (ur. 1577)
  - Dominik Yamada, japoński męczennik, błogosławiony katolicki (ur. ?)
  - Klara Yamada, japońska męczennica, błogosławiona katolicka (ur. 1580)
  - Maria Yoshida, japońska męczennica, błogosławiona katolicka (ur. ?)
  - Apolonia z Nagasaki, japońska męczennica, błogosławiona katolicka (ur. ?)
  - Katarzyna z Nagasaki, japońska męczennica, błogosławiona katolicka (ur. 1574)
- 11 września – Kacper Koteda, japoński tercjarz dominikański, męczennik, błogosławiony katolicki (ur. 1603)
- 12 września – w Ōmura ofiary prześladowań antykatolickich:
  - Apolinary Franco Garcia, hiszpański franciszkanin, misjonarz, męczennik, błogosławiony katolicki (ur. 1575)
  - Franciszek od św. Bonawentury, japoński franciszkanin, męczennik, błogosławiony katolicki (ur. ?)
  - Dominik Magoshichi, japoński męczennik, błogosławiony katolicki (ur. ?)
  - Paweł od św. Klary, japoński franciszkanin, męczennik, błogosławiony katolicki (ur. ?)
  - Tomasz od Ducha Świętego de Zumárraga Lazacano, dominikanin, misjonarz, męczennik, błogosławiony katolicki (ur. 1577)
  - Mancjusz od św. Tomasza Shibata, japoński dominikanin, męczennik (ur. ok. 1600)
- 15 września – Kamil Constanzi, włoski jezuita, misjonarz w Japonii, błogosławiony katolicki (ur. 1571)
- 2 października:
  - Andrzej Yakichi, japoński męczennik, błogosławiony katolicki (ur. 1615)
  - Franciszek Yakichi, japoński męczennik, błogosławiony katolicki (ur. 1619)
  - Ludwik Yakichi, japoński męczennik, błogosławiony katolicki (ur. ?)
  - Łucja Yakichi, japoński męczennik, błogosławiony katolicki (ur. ?)
- 28 grudnia – Franciszek Salezy, francuski teolog i filozof, biskup Genewy, Doktor Kościoła, założyciel wizytek, święty katolicki (ur. 1567)
- data dzienna nieznana: 
  - Andrzej Wojdowski, polski naukowiec i duchowny braci polskich (ur. 1565).

## Święta ruchome
- Tłusty czwartek: 3 lutego
- Ostatki: 8 lutego
- Popielec: 9 lutego
- Niedziela Palmowa: 20 marca
- Wielki Czwartek: 24 marca
- Wielki Piątek: 25 marca
- Wielka Sobota: 26 marca
- Wielkanoc: 27 marca
- Poniedziałek Wielkanocny: 28 marca
- Wniebowstąpienie Pańskie: 5 maja
- Zesłanie Ducha Świętego: 15 maja
- Boże Ciało: 26 maja